# SH3BGRL3
SH3BGRL3‏ (SH3 domain binding glutamate rich protein like 3) هوَ بروتين يُشَفر بواسطة جين SH3BGRL3 في الإنسان.